# Mayans M.C. (2.ª temporada)
A segunda temporada de Mayans M.C., uma série de televisão de drama policial produzida pela FX, estreou nos Estados Unidos em 3 de setembro de 2019 e terminou em 5 de novembro de 2019, consistindo em 10 episódios. A série foi criada por Kurt Sutter e Elgin James e se passa no mesmo universo fictício de Sons of Anarchy. Ela lida com os rivais que se tornaram aliados dos Sons, o Mayans Motorcycle Club.

## Elenco e personagens

### Principais
- J. D. Pardo como Ezekiel "EZ" Reyes, um novato em potencial dos Mayans M.C. e irmão de Angel Reyes.
- Clayton Cardenas como Angel Reyes, o irmão de EZ e membro do Mayans M.C.
- Sarah Bolger como Emily Thomas, a namorada de infância de Ezekiel, agora casada com Miguel Galindo e mãe de seu filho pequeno.
- Michael Irby como Obispo "Bishop" Losa, presidente do Mayans M.C. de Santo Padre.
- Carla Baratta como Adelita, que quando criança viu sua família morrer nas mãos do cartel Galindo.
- Richard Cabral como Johnny "El Coco" Cruz, um membro do Mayans M.C.
- Raoul Trujillo como Che "Taza" Romero, o vice-presidente do Mayans M.C. de Santo Padre.
- Antonio Jaramillo como Michael "Riz" Ariza, Él Secretario do Mayans M.C. de Santo Padre.
- Danny Pino como Miguel Galindo, o filho do fundador do Cartel Galindo, José Galindo.
- Edward James Olmos como Felipe Reyes, o outrora forte patriarca mexicano e pai de Angel e EZ.
- Emilio Rivera como Marcus Álvarez, presidente do Mayans M.C. de Oakland, primo de Obispo "Bishop" Losa, e presidente nacional do Mayans M.C., reprisando seu papel de Sons of Anarchy.

### Recorrentes
- Ray McKinnon como Lincoln Potter, reprisando seu papel de Sons of Anarchy.
- Ada Maris como Dita Galindo, a mãe de Miguel e viúva de José Galindo.
- Frankie Loyal Delgado como Hank "El Tranq" Loza, o Sargento-de-Armas/El Pacificador e membro do Mayans M.C.
- Gino Vento como Nestor Oceteva, o chefe da segurança do Cartel Galindo e amigo de infância de Miguel Galindo.
- Michael Ornstein como Chuck "Chucky" Marstein, reprisando seu papel de Sons of Anarchy.
- Edwin Hodge como Oficial Franky Rogan
- Efrat Dor como Katrina, a assistente de Potter.
- Ivo Nandi como Oscar "El Oso" Ramos, reprisando seu papel de Sons of Anarchy.
- Malaya Rivera Drew como Ileana, uma velha amiga de Emily agora trabalhando para o conselho municipal.
- Mía Maestro como Sederica Palomo, uma política Mexicana.

### Convidados especiais
- David Labrava como Happy Lowman, o Sargento-de-Armas do SAMCRO, responsável pela morte da mãe de EZ e Angel.
- Robert Patrick como Les Packer, o presidente do SAMDINO.
- Tommy Flanagan como Filip "Chibs" Telford, o presidente do SAMCRO.
- Jacob Vargas como Allesandro Montez, o Capitão-de-Estrada do SAMCRO.
- Rusty Coones como Rane Quinn, um membro do SAMCRO.

## Episódios
| N.º na série | N.º na temp. | Título       | Dirigido por            | Escrito por                    | Exibição original      | Cód. de produção | Audiência (milhões) |
| --- | ------------ | ------------ | ----------------------- | ------------------------------ | ---------------------- | ---------------- | ------------------- |
| 11 | 1            | "Xbalanque"  | Kevin Dowling           | Kurt Sutter                    | 3 de setembro de 2019  | 2WBD01           | 1.39                |
| A família Reyes é dividida, e o M.C. descobre um vazamento interno.                                             |              |              |                         |                                |                        |                  |                     |
| 12 | 2            | "Xaman-Ek"   | Sebastian "Batán" Silva | Sean Tretta & Andrea Ciannavei | 10 de setembro de 2019 | 2WBD02           | 1.06                |
| À medida que EZ e Angel se reconectam, surgem complicações para o M.C. e Galindo.                               |              |              |                         |                                |                        |                  |                     |
| 13 | 3            | "Camazotz"   | Guy Ferland             | Elgin James & Jenny Lynn       | 17 de setembro de 2019 | 2WBD03           | 1.12                |
| Os Mayans buscam justiça, enquanto o acordo de Galindo dá um desvio inesperado no sul da fronteira.             |              |              |                         |                                |                        |                  |                     |
| 14 | 4            | "Lahun Chan" | Rebecca Rodriguez       | Bryan Gracia                   | 24 de setembro de 2019 | 2WBD04           | 1.04                |
| Os segredos por trás da morte da mãe de EZ e Angel são revelados.                                               |              |              |                         |                                |                        |                  |                     |
| 15 | 5            | "Xquic"      | Rachel Goldberg         | Debra Moore Munoz              | 1 de outubro de 2019   | 2WBD05           | 1.00                |
| Uma tempestade inesperada levanta poeira ao sul da fronteira. Velhos segredos se misturam com temas familiares. |              |              |                         |                                |                        |                  |                     |
| 16 | 6            | "Muluc"      | Guy Ferland             | Andrea Ciannavei               | 8 de outubro de 2019   | 2WBD06           | 1.03                |
| Ações violentas geram consequências violentas para o M.C. e Galindo.                                            |              |              |                         |                                |                        |                  |                     |
| 17 | 7            | "Tohil"      | Peter Weller            | Jenny Lynn                     | 15 de outubro de 2019  | 2WBD07           | 1.10                |
| EZ e o M.C. combatem fogo com fogo e tomam cuidado para não serem queimados no processo.                        |              |              |                         |                                |                        |                  |                     |
| 18 | 8            | "Kukulkan"   | Allison Anders          | Sean Tretta                    | 22 de outubro de 2019  | 2WBD08           | 1.01                |
| Há um acordo em negociação para o M.C., mas o preço deve ser pago com sangue.                                   |              |              |                         |                                |                        |                  |                     |
| 19 | 9            | "Itzam-Ye"   | Kevin Dowling           | Kurt Sutter & Elgin James      | 29 de outubro de 2019  | 2WBD09           | 1.05                |
| Revelações dramáticas levam a diferentes caminhos para a vingança.                                              |              |              |                         |                                |                        |                  |                     |
| 20 | 10           | "Hunahpu"    | Elgin James             | Kurt Sutter                    | 5 de novembro de 2019  | 2WBD10           | 0.95                |
| A sede por justiça dificultam as decisões para os irmãos Reyes e o MC.                                          |              |              |                         |                                |                        |                  |                     |

## Produção
Em outubro de 2018, foi anunciado que a FX havia renovado a série para uma segunda temporada. Em agosto de 2019, o co-criador da série e produtor executivo Kurt Sutter anunciou que deixaria a série se ela fosse renovada para uma terceira temporada. Sutter disse: "É hora do homem branco sair do prédio." Em outubro de 2019, Sutter foi removido de sua posição como co-showrunner em Mayans M.C. enquanto sua segunda temporada ainda estava sendo transmitida. Sutter acredita que suas piadas sobre a Disney após a fusão Disney-Fox é o que levou à sua demissão.

### Elenco
O co-criador da série, Kurt Sutter, expressou interesse em trazer mais personagens do predecessor dos Mayans, Sons of Anarchy.

## Recepção

### Resposta da crítica
A segunda temporada recebeu mais críticas positivas do que a primeira. No site de agregação de resenhas Rotten Tomatoes, a temporada possui um índice de aprovação perfeito de 100% com uma classificação média de 7.75 em 10 com base em 5 avaliações.

### Audiência
| №  | Título       | Exibição original      | Rating/share (18–49) | Audiência (em milhões) | DVR (18–49) | Audiência em DVR (milhões) | Total (18–49) | Audiência total (em milhões) |
| -- | ------------ | ---------------------- | -------------------- | ---------------------- | ----------- | -------------------------- | ------------- | ---------------------------- |
| 1  | "Xbalanque"  | 3 de setembro de 2019  | 0.5                  | 1.39                   | 0.6         | 1.42                       | 1.1           | 2.80                         |
| 2  | "Xaman-Ek"   | 10 de setembro de 2019 | 0.4                  | 1.06                   | 0.5         | 1.26                       | 0.9           | 2.32                         |
| 3  | "Camazotz"   | 17 de setembro de 2019 | 0.4                  | 1.12                   | 0.5         | 1.35                       | 0.9           | 2.47                         |
| 4  | "Lahun Chan" | 24 de setembro de 2019 | 0.4                  | 1.04                   | 0.6         | 1.53                       | 1.0           | 2.57                         |
| 5  | "Xquic"      | 1 de outubro de 2019   | 0.4                  | 1.00                   | 0.6         | 1.57                       | 1.0           | 2.57                         |
| 6  | "Muluc"      | 8 de outubro de 2019   | 0.4                  | 1.03                   | 0.6         | 1.55                       | 1.0           | 2.58                         |
| 7  | "Tohil"      | 15 de outubro de 2019  | 0.4                  | 1.10                   | 0.7         | 1.72                       | 1.1           | 2.83                         |
| 8  | "Kukulkan"   | 22 de outubro de 2019  | 0.4                  | 1.01                   | 0.6         | 1.67                       | 1.0           | 2.69                         |
| 9  | "Itzam-Ye"   | 29 de outubro de 2019  | 0.4                  | 1.05                   | 0.6         | 1.78                       | 1.0           | 2.83                         |
| 10 | "Hunahpu"    | 5 de novembro de 2019  | 0.3                  | 0.95                   | 0.7         | 1.73                       | 1.0           | 2.68                         |